# Ediger-Eller
Ediger-Eller là một đô thị thuộc huyện Cochem-Zell, bang Rheinland-Pfalz, Đức. Đô thị này có diện tích 19,13 ki-lô-mét vuông.